# 톰 무어 (애니메이터)
톰 무어(영어: Tomm Moore, 1977년 1월 7일 ~ )는 아일랜드의 애니메이션 감독, 일러스트레이터, 만화가로, 애니메이션 제작사 '카툰 살롱'의 공동 설립자이다. 1999년 회사를 설립한 이래 디자이너 및 감독으로 작품에 참여하고 있다.
그는 북아일랜드 뉴리에서 태어나서 아일랜드 킬케니에서 성장했다. 어릴 적에는 더블린의 돈 블루스 애니메이션 스튜디오(Don Bluth studio)를 보고 애니메이터로서의 꿈을 키웠다고 한다. 친구 로스 스튜어트(Ross Stewart)와 밸리퍼멋 대학(Ballyfermot Senior College)의 애니메이터 과정을 이수했고, 이곳에서 만난 동료들과 미국에서 더 공부한 후 아일랜드 킬케니로 되돌아와 애니메이션 스튜디오 카툰 살롱(Cartoon Saloon)을 설립했다.

## 연출작 목록
| 연도 | 제목                              | 원제                        | 역할 | 역할 | 역할 | 비고                   |
| 연도 | 제목                              | 원제                        | 감독 | 제작 | 각본 | 비고                   |
| ---- | --------------------------------- | --------------------------- | ---- | ---- | ---- | ---------------------- |
| 2009 | 켈스의 비밀                       | The Secret of Kells         | 예   | 예   | 예   |                        |
| 2014 | 바다의 노래: 벤과 셀키요정의 비밀 | Song of the Sea             | 예   | 예   | 예   |                        |
| 2014 | 칼릴 지브란의 예언자              | Kahlil Gibran's The Prophet | 예   |      |      | 〈사랑에 대하여〉 담당 |
| 2017 | 파르바나: 아프가니스탄의 눈물     | The Breadwinner             |      | 예   |      |                        |
| 2020 | 울프워커스                        | Wolfwalkers                 | 예   | 예   | 예   |                        |
| 2021 | 엘머의 모험                       | My Father's Dragon          |      | 예   |      |                        |

## 수상 목록
- 2009 서울국제만화애니메이션페스티벌 장편 그랑프리
- 2015 유럽 영화상 유러피안 애니메이션상